# 2009 au Kurdistan
2007 au Kurdistan - 2008 au Kurdistan - 2009 au Kurdistan - 2010 au Kurdistan - 2011 au Kurdistan
2007 en Irak - 2008 en Irak - 2009 en Irak - 2010 en Irak - 2011 en Irak
2007 par pays au Proche-Orient - 2008 par pays au Proche-Orient - 2009 par pays au Proche-Orient - 2010 par pays au Proche-Orient - 2011 par pays au Proche-Orient

## Chronologie

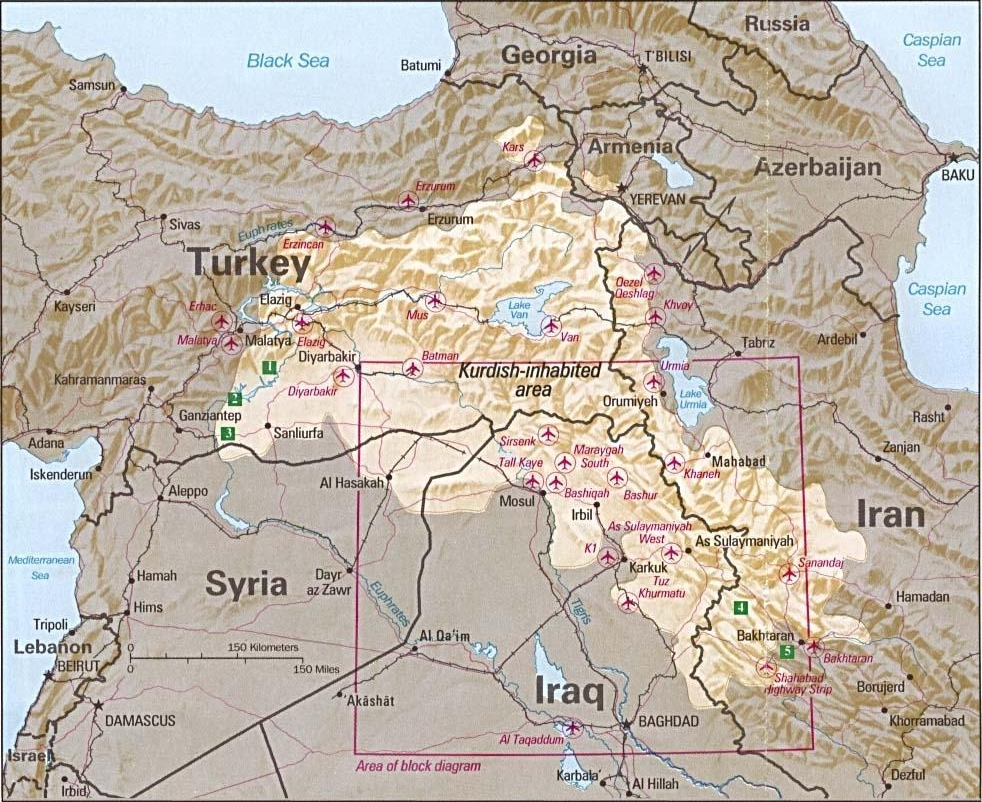
Kurdistan

### Janvier 2009
- Lundi 5 janvier 2009,  Irak : L'aviation turque et l'artillerie iranienne ont bombardé des positions des séparatistes kurdes du PKK au Kurdistan irakien.
- Mardi 6 janvier 2009,  Irak :assassinat de Subhi Hassan, représentant de l'Union patriotique du Kurdistan à Mossoul[1].

### Février 2009
- Jeudi 5 février 2009 :
  -  Turquie : Un tribunal de Diyarbakir (sud-est), importante ville à majorité kurde, condamne la députée kurde, Aysel Tugluk, membre et ex-présidente du Parti pour une société démocratique (DTP) la principale formation pro-kurde de Turquie, à un an et demi de prison pour "propagande" de la rébellion kurde et du Parti des travailleurs du Kurdistan (PKK), pour des propos tenus en 2007 lors d'un meeting politique, mais elle n'ira pas immédiatement en prison à cause de son immunité parlementaire. Son dossier sera déféré devant la Cour de cassation qui pourra dans les mois à venir demander au Parlement d'Ankara de lever par un vote son immunité parlementaire[2].
  -  Irak : Douze personnes sont tuées et 11 autres blessées dans un attentat suicide devant un restaurant à Khanaqin, à 170 km au nord de Bagdad (province de Diyala), près de la frontière iranienne. Toutes les victimes sont des hommes, le restaurant était essentiellement fréquenté que par des commerçants du marché limitrophe. Khanaqin est une ville où vivent 180 000 Kurdes chiites, et elle est protégée par les peshmergas (combattants kurdes), mais fait partie des douze « territoires disputés » dans le Nord de l'Irak, à la suite de mouvements de population ordonnés par Saddam Hussein dans le cadre de sa politique « d'arabisation ».
  -  Irak : les 4 et 5 février, l'Armée de l'air turque effectue plusieurs séries de bombardements visant les caches présumées des rebelles kurdes du Parti des travailleurs du Kurdistan (PKK) dans les monts Khakurk, dans la région de Sidekan (en).

- Samedi 14 février 2009,  Irak : Kosrat Rasul Ali (en), secrétaire général adjoint de l'UPK et vice-président du Kurdistan, présente sa démission du bureau politique pour obtenir un meilleur partage du pouvoir. Quelques jours plus tard il reviendra sur sa décision.

- Mardi 17 février 2009,  Irak : Le ministre allemand des Affaires étrangères, Frank-Walter Steinmeier est en visite à Bagdad. Il est reçu par son homologue Hoshyar Zebari et rencontrer le président Jalal Talabani ainsi que le premier ministre Nouri al-Maliki. Il doit aussi inaugurer un consulat d'Allemagne à Erbil, capitale du Kurdistan irakien. Le premier ministre irakien affirme que son pays ne tient pas rigueur à l'Allemagne pour ne pas avoir participé à l'intervention de 2003 qui a renversé le dictateur Saddam Hussein.

### Mars 2009
- Dimanche 29 mars 2009,  Turquie : élections municipales. Le Parti de la société démocratique, principal parti pro-kurde, obtient 54 municipalités.
- Mardi 31 mars 2009,  Irak : 7 personnes dont 4 policiers sont tuées dans un attentat suicide au camion piégé contre un poste de police au centre de Mossoul.

### Avril 2009
- Mercredi 8 avril 2009,  Irak : Le groupe Lafarge inaugure à Bazian, à trente kilomètres de Souleimaniye, la plus grande cimenterie du pays d'une capacité annuelle de 2,7 millions de tonnes. Elle est opérationnelle depuis l'été 2008. Lafarge exploitait déjà une cimenterie située à Tasjula à une trentaine de kilomètres de Bazian. Ces cimenteries sont détenues en majorité au côté de partenaires irakiens à la suite de l'acquisition des cimenteries de l'égyptien Orascom en janvier 2008. Elles emploient environ 2 000 personnes et ont une capacité totale de 5 millions de tonnes par an, soit un quart du marché irakien en pleine reconstruction et dont les besoins augmentent de 15 % par an.

- Mercredi 15 avril 2009,  Irak : Un attentat suicide à la voiture piégée perpétré à Kirkouk (nord), contre un bus transportant chez eux des policiers chargés de la protection d'installations pétrolières de la North Oil Company (en), une entreprise pétrolière publique, cause la mort d'au moins 10 policiers et en blesse 22 autres.

### Mai 2009
- Samedi 2 mai 2009 :
  -  Irak : Un attentat à la bombe artisanale cause la mort de 3 ouvriers du bâtiment qui circulaient en voiture et en blesse 2 autres près de Kirkouk (nord).
  -  Irak : Des hélicoptères iraniens ont bombardé pour la première fois un village kurde du nord de l'Irak, visant des indépendantistes kurdes iraniens.
  - Un soldat irakien tue à l'arme à feu 2 soldats américains et en blesse 3 autres dans un petit avant-poste à 20 km au sud de Mossoul (nord). L'assaillant, un soldat irakien originaire de Dhoulouiyah (70 km au nord de Bagdad), a été abattu. Il était aussi l'imam de la mosquée d'un centre de formation militaire, Hammam al-Alil, à 25 km au sud de Mossoul.

- Mardi 5 mai 2009 :

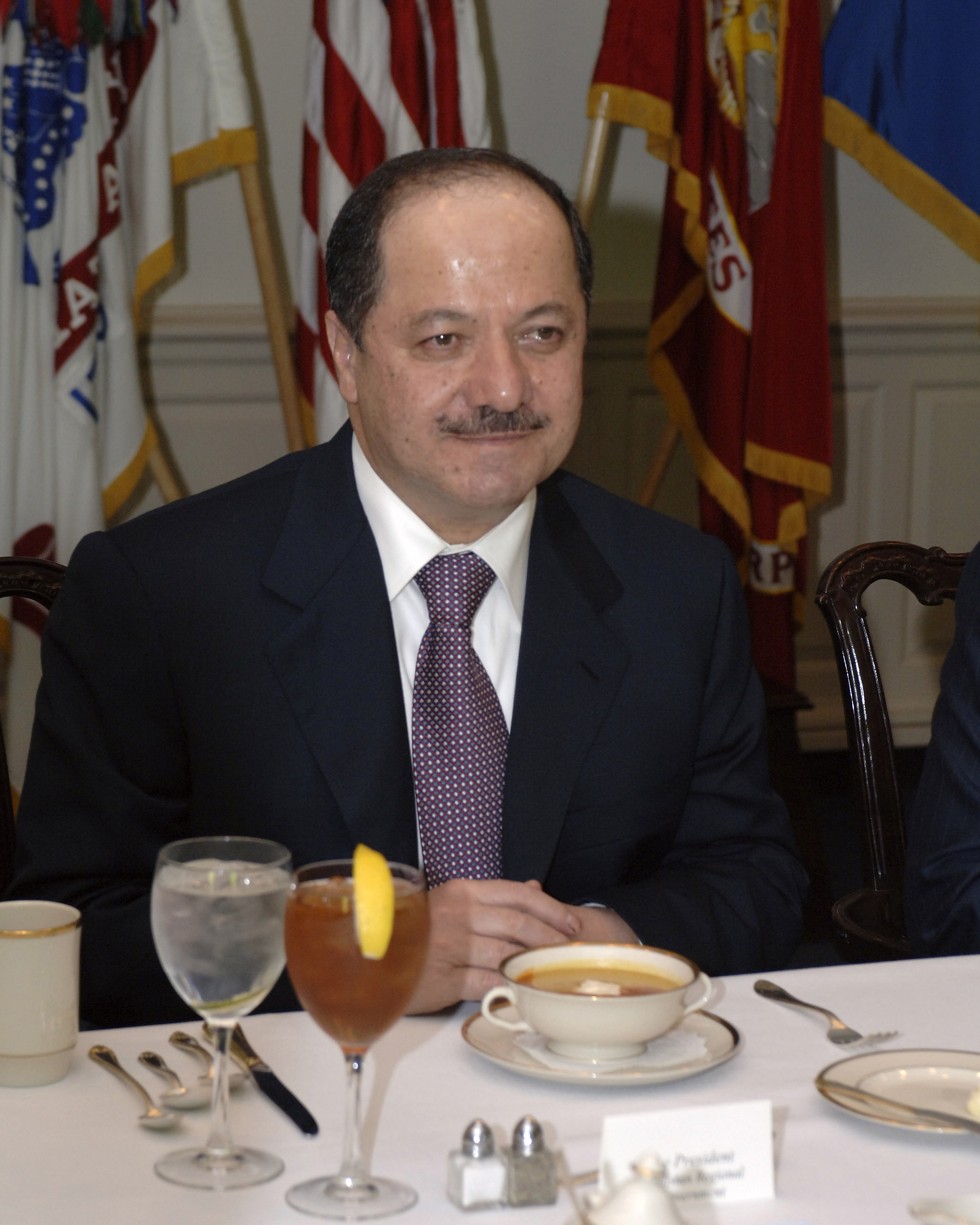
Massoud Barzani
(octobre 2005)

  -  Turquie : Une fusillade lors d'un mariage cause la mort de 44 personnes, dont 6 enfants et 16 femmes dont 3 enceintes, alors que l'imam terminait la cérémonie du mariage. Parmi les victimes figurent la jeune mariée, son époux, les parents ainsi que la petite sœur de ce dernier, âgée de quatre ans et l'imam du village. 12 des assaillants ont été arrêtés en possession de leurs armes. Selon les premiers éléments de l'enquête, le drame aurait été provoqué par un différend et à des hostilités entre familles du petit village de Bilge (près de la ville de Mardin, sud-est kurde). Dans cette région, où les traditions féodales persistent, les armes sont considérées par beaucoup comme un moyen légitime de régler des comptes et de défendre son honneur. Parmi les 12 personnes arrêtées, plusieurs feraient partie ou seraient proches des « Gardiens de village », une milice kurde créée par l'État turc pour combattre les rebelles du Parti des travailleurs du Kurdistan[3].
  -  Irak : Le président régional Massoud Barzani annonce des élections parlementaires pour les 111 sièges de la région autonome, le 25 juillet 2009. Plus de 2,5 millions d'électeurs seront appelés aux urnes lors de ce scrutin, selon la Commission électorale du Kurdistan, qui a agréé 41 listes électorales. En 2005, la liste commune de UPK-UDK avait raflé 80 des 111 sièges. L'Union islamique avait remporté neuf sièges, son rival plus radical le Groupe islamique du Kurdistan six, alors que trois petits partis de gauche se partageaient le reste. Dix sièges étaient réservés aux minorités turcomane, chrétienne et yazidie.

- Mercredi 6 mai 2009,  Irak : Des bombardements de l'aviation turque ont anéanti plusieurs abris et dépôts d'armes dans les zones de Zap et d'Avasin-Basyan, tuant 10 rebelles du PKK.

- Lundi 11 mai 2009,  Irak- Turquie : Plusieurs obus de mortiers tirés par les forces de sécurité iraniennes des éléments du PJAK, organisation sœur du Parti des travailleurs du Kurdistan, dans la région montagneuse de Yüksekova, à l'intersection des frontières turque, iranienne et irakienne, sont tombés dans l'extrême sud-est de la Turquie, sans faire de victimes. Les artilleries iranienne et turque bombardent régulièrement cette zone.

- Mardi 12 mai 2009:
  -  Irak : Un attentat suicide à la voiture piégée cause la mort d'au moins 5 personnes, dont 3 policiers, et en blesse 11 autres, dont 3 policiers, à Kirkouk.
  -  Irak : Plusieurs centaines d'Irakiens à l'initiative de dix grandes tribus arabes de la région ont manifesté à Mossoul pour demander le retrait des forces kurdes irakiennes déployées dans la province de Ninive depuis plusieurs années et pour soutenir le gouverneur, empêché récemment par les peshmergas de se rendre dans des villages de cette province. Outre le départ des forces kurdes de sécurité, les manifestants demandaient la libération des personnes détenues dans les prisons kurdes. La province de Ninive, dont Mossoul est la capitale, est frontalière du Kurdistan irakien. Après l'invasion du pays en mars 2003 par la coalition menée par les troupes américaines, les peshmergas ont été déployés en grand nombre dans cette province pour assurer la sécurité[4].

- Mardi 19 mai 2009,  Irak : Trois Irakiens ont été tués et dix autres blessés dans diverses violences dans le pays, à Tali et à Mossoul.

- Jeudi 28 mai 2009,  Irak- Turquie : L'aviation turque a bombardé « un grand groupe » de rebelles kurdes dans le nord de l'Irak après une attaque qui a coûté la vie à six soldats turcs.

### Juin 2009
- Lundi 1er juin 2009 :
  -  Irak : Le Kurdistan commence à exporter pour la première fois son pétrole, avec l'entrée en exploitation de deux champs pétroliers d'où seront acheminés vers l'étranger 90 000 barils par jour.
  -  Turquie : Les rebelles kurdes de Turquie annoncent la prolongation jusqu'au 15 juillet une trêve de leurs opérations armées espérant « un règlement de la question kurde par des moyens démocratiques […] au vu des conditions positives qui sont apparues dans le but d'une solution à la question kurde ». Ces dernières semaines, le président turc Abdullah Gül a évoqué une « chance historique » pour mettre un terme au conflit armé kurde en Turquie[5].

- Mardi 2 juin 2009,  Irak : 44 rebelles ont été arrêtés à Kirkouk lors d'une opération menée conjointement par la police irakienne et l'armée américaine. Les suspects sont accusés d'avoir commis des attentats contre les civils irakiens et les forces de sécurité, ainsi que des enlèvements, des extorsions de fonds et du trafic de drogue.

- Lundi 15 juin 2009,  Irak : Un haut magistrat irakien, président de Cour criminelle centrale de Mossoul, et ses deux gardes du corps ont été blessés par une bombe qui explosé au passage de leur voiture à Mossoul.

- Mardi 23 juin 2009,  Irak : Le ministre du Pétrole, Hussein Chahristani défend sa stratégie pétrolière face aux accusations, proférées notamment par le gouvernement régional du Kurdistan d'Irak, de brader les intérêts de la nation : Notre plan est de porter la production pétrolière à 4 millions de barils par jour et pour cela nous devons maintenant développer les champs pétroliers déjà en activité car cela va plus vite et notre pays a un besoin extrême d’accroître sa production. Les 29 et 30 juin, l'exploitation de six champs pétroliers et deux champs gaziers sera attribué à des compagnies étrangères qui devront investir de manière importante pour augmenter la production, les équipements actuels étant vétustes. L'attribution de ces contrats permettra d'augmenter la production de 1,5 million de barils par jour. Le Kurdistan irakien a commencé le 1er juin à exporter son pétrole dans un climat d'hostilité avec le gouvernement fédéral qui nie à sa province du nord le droit de signer des contrats sans son aval. Désormais, grâce à deux champs pétroliers, 90 000 barils sont acheminés quotidiennement vers l'oléoduc reliant Kirkouk au port turc de Ceyhan[6].

- Mercredi 24 juin 2009,  Irak : Le Parlement kurde adopte la future constitution du Kurdistan qui prévoit de rattacher à cette région la province de Kirkouk ainsi que des localités situées dans les gouvernorats de Ninive et de Diyala, provoquant la colère des communautés arabes et turcomanes du pays. Ces derniers ont accusé les Kurdes de vouloir mettre en œuvre un « projet sécessionniste ».

- Jeudi 25 juin 2009,  Irak : Les six premiers cas de contamination par le virus A(H1N1) sont confirmés par le ministre de la Santé de la région autonome, sur des membres de l'équipe féminine de basket-ball de Souleimaniye, âgées de 16 à 23 ans, de retour de Chicago (États-unis).

- Lundi 29 juin 2009,  Irak : Sept policiers irakiens et un agent de sécurité d'"Asaysh" (forces de sécurité kurdes) ont été tués en tentant de désamorcer une voiture piégée garée dans un parking du village chrétien de Hadaniyeh, à 30 km à l'est de Mossoul.

- Mardi 30 juin 2009,  Irak : 33 personnes ont été tuées et 56 autres blessées dans un attentat à la voiture piégée sur un marché très fréquenté de la ville de Kirkouk.

### Juillet 2009
- Jeudi 2 juillet 2009 :
  -  Irak : Le premier visite français François Fillon, accompagné du ministre de l’Économie Christine Lagarde et d'une délégation de chefs d'entreprise, après une visite officielle à Bagdad, est arrivé à Souleimaniye.
  -  Irak : Un officier de la 12e division a été criblé de balles par plusieurs hommes dans la banlieue de Kirkouk.

- Lundi 6 juillet 2009,  Irak : La commission électorale irakienne affirme ne pouvoir organiser le référendum sur la constitution kurde le jour même des élections provinciales, législatives et présidentielle prévues le 25 juillet au Kurdistan, arguant que la « crédibilité » du processus serait remise en cause.

- Mercredi 8 juillet 2009,  Irak : À Mossoul, un attentat à la voiture piégée visant un barrage militaire cause la mort de 2 soldats, d'un civil et fait 6 blessés. Deux attentats à la voiture piégée ont visé deux mosquées chiite de la communauté des Shabaks : à Baawiza l'attentat a fait 11 morts et 22 blessés et à Al-Qouba, dix minutes après, l'attentat a fait 1 mort et 8 blessés. Par ailleurs, au nord de la ville, deux civils ont été tués par l'explosion de leur voiture.

- Samedi 11 juillet 2009,  Irak : À Mossoul, un attentat à la bombe fait 4 morts et 35 blessés dans le quartier chiite de Cokjili.

- Lundi 13 juillet 2009,  Irak : Le Parlement d'Irak décide « de reporter la tenue du référendum sur la constitution régionale à une date qui n'a pas encore été déterminée » à cause de la colère des communautés arabe et turcomane d'Irak.

- Samedi 19 juillet 2009,  Iran : Les séparatistes kurdes iraniens ont tué quatre policiers dans la province d'Azerbaïdjan occidental (nord-ouest) lors de l'attaque de militants du Pejak ("Parti pour une vie libre au Kurdistan") menée contre un commissariat de police près de la ville d'Ourmia (région de Targovar).

- Lundi 20 juillet 2009,  Irak : Trois attentats à Mossoul font 7 morts.

- Samedi 25 juillet 2009,  Irak : Élections présidentielle et parlementaire dans la région autonome du Kurdistan irakien avec un taux de participation de 78,5 %[7]. Le président kurde sortant, Massoud Barzani, est devancé dans la province de Souleimaniyé par Kamal Mirawdly, un universitaire installé à Londres. Pour les législatives, la liste Gorran, issue d'une scission de l'UPK, obtient de bons résultats et menace l'hégémonie des deux autres grands partis kurdes[8].

- Dimanche 26 juillet 2009,  Irak : Près de Mossoul, des hommes armés à bord de quatre voitures ont attaqué une usine de boissons gazeuses appartenant à un chrétien et abattu le directeur.

- Mardi 28 juillet 2009,  Turquie : Réunion de hauts responsables turcs, irakiens et américains à Ankara pour discuter des mesures à prendre face aux rebelles kurdes de Turquie, qui trouvent refuge dans le nord de l'Irak et convenir des actions face au Parti des travailleurs du Kurdistan (PKK). Avec l'aide du renseignement américain, l'aviation turque bombarde depuis décembre 2007 les positions du PKK du nord de l'Irak[9].

### Août 2009
- Lundi 10 août 2009,  Irak : Deux camions piégés explosent dans le village de Khaznah, à l'est de Mossoul, habité principalement par des Shabaks, minorité religieuse de langue kurde, faisant 28 morts et 155 blessés[10].
- Jeudi 13 août 2009,  Irak : un double attentat suicide fait au moins 20 morts dans la ville de Sinjar, habitée principalement par des membres de la minorité religieuse des yézidis[11].

### Septembre 2009
- Dimanche 6 septembre 2009,  Irak : Ashti Hawrami, ministre de l'Énergie du Kurdistan, conserve sa position dans le nouveau gouvernement régional alors que le partage des ressources pétrolières reste un sujet de litige avec le gouvernement de Bagdad[12].
- Mardi 8 septembre 2009,  Irak : à Kirkouk, un attentat à la voiture piégée tue 8 personnes d'une même famille devant la maison d'un chef de milice pro-gouvernemental[13].
- Jeudi 17 septembre 2009,  Irak : Le parlement du Kurdistan désigne Barham Salih comme premier ministre du Kurdistan[14].

### Décembre 2009
- Mardi 1er décembre 2009,  Irak : le général Mohammed Khader, officier du renseignement militaire et membre de l'Union patriotique du Kurdistan, est assassiné par des hommes armés à Kirkouk[15].
- Vendredi 11 décembre 2009,  Turquie : dissolution du Parti de la société démocratique, principal parti pro-kurde, par la Cour constitutionnelle[16].